# Rhaconotus scaber
Rhaconotus scaber är en stekelart som beskrevs av Kokujev 1900. Rhaconotus scaber ingår i släktet Rhaconotus och familjen bracksteklar. Inga underarter finns listade i Catalogue of Life.